# Marquês de Trancoso
Marquês de Trancoso é um título nobiliárquico espanhol criado em 1653 por Filipe IV de Espanha em favor de D. Luís Guilherme de Portugal, fidalgo português.
Este título nunca teve validade em Portugal pois foi concedido por Filipe IV após a Restauração.

## Marqueses de Trancoso (1653)

### Titulares
1. D. Luís Guilherme de Portugal, 1.º Marquês de Trancoso;
2. D. Fernando Alexandre de Portugal, 2.º Marquês de Trancoso, 1.º Conde de Sandim
3. D. Manuel Eugénio de Portugal, 3.º Marquês de Trancoso, 2.º Conde de Sandim